# Gouden altaar van Lisbjerg

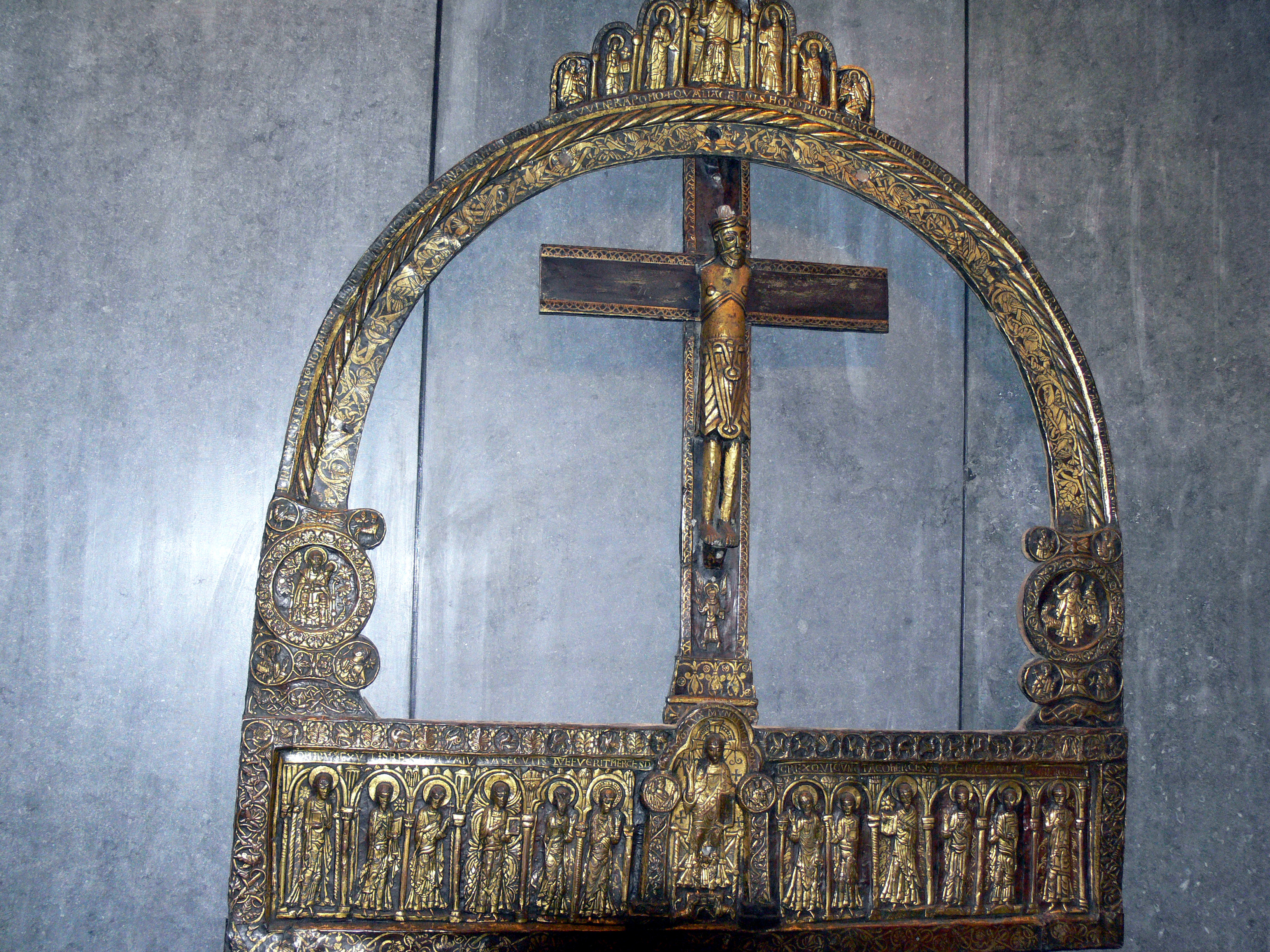
Bovenste deel van het altaar van Lisbjerg

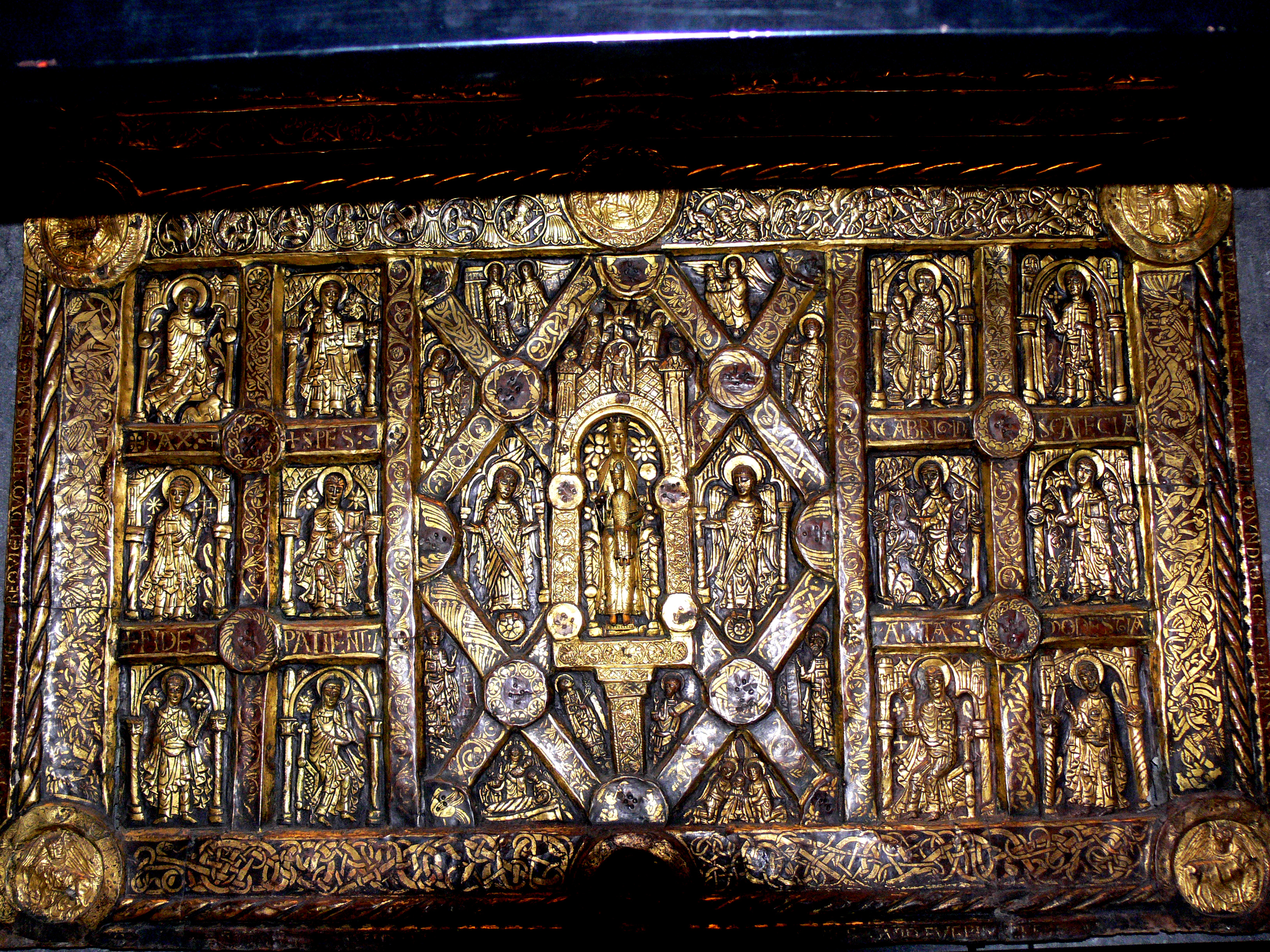
Onderste deel van het altaar van Lisbjerg

Het 'gouden' altaar van Lisbjerg is een voorbeeld van Romaans-Scandinavische smeedkunst. De constructie is gebouwd uit een antependium en een kruisbeeld, omgeven door een boog. De voornaamste materialen waaruit het werk bestaat zijn koper en brons; de naam gouden is niet letterlijk bedoeld. De figuren en andere ornamenten op het werk zijn verduidelijkt met bruine vernis. Het 'gouden' altaar heeft een breedte van 158 cm en is te bezichtigen in het Deens nationaal museum te Kopenhagen. 
Er zijn in Denemarken 7 gouden altaren uit de Romaanse of Vikingtijd. Twee bevinden zich nog in een kerk (Sahl Kirke en Stadil Kirke). De overige bevinden zich in het Deens nationaal museum: altaren uit de kerken van Odder, Lisbjerg, Sindbjerg, Ølst en Tamdrup.

## Historie
Het monument dateert uit 1135. Het werd geconstrueerd om als hoofdaltaar te dienen in de Sankt Maria te Aarhus. In 1419 bracht men dit stuk smeedkunst naar de dorpskerk van Lisbjerg onder leiding van bisschop Jens Iversen. De bisschop vond dit altaarstuk veel te klassiek en wilde iets moderners als hoofdaltaar in de Sankt Maria, vandaar deze beslissing. Het is een van een serie 'gouden' altaren.

## Thema
Typisch aan Romaanse kunstwerken zijn de religieus getinte thema's. Zo zien we op het antependium centraal de Maagd Maria die omgeven is door apostelen en andere heilige figuren. Het zijn fragmenten uit het leven van de Maagd. Het bovenste gedeelte van het altaarstuk is gericht op Christus, de Verlosser. Het crucifix staat centraal en wordt omgeven door een boog die versierd is met een reliëf van klaverbladeren. De uiteinden van de boog zijn afgewerkt met de medaillons van de zon en de maan. Onder het kruisbeeld zit Jezus op de troon. Naast hem staan de 12 apostelen. Hij wordt voorgesteld als offer voor de menselijke zonden. Het gaat dus over het leven van Christus.

## Bijzonderheden
- In het werk komen niet alleen Byzantijnse, iconografische invloeden voor, maar ook Angelsaksische.
- Het is tevens het oudste bewaarde altaarstuk uit de Scandinavische landen.